# Grez-en-Bouère
Grez-en-Bouère è un comune francese di 1 012 abitanti situato nel dipartimento della Mayenne nella regione dei Paesi della Loira.

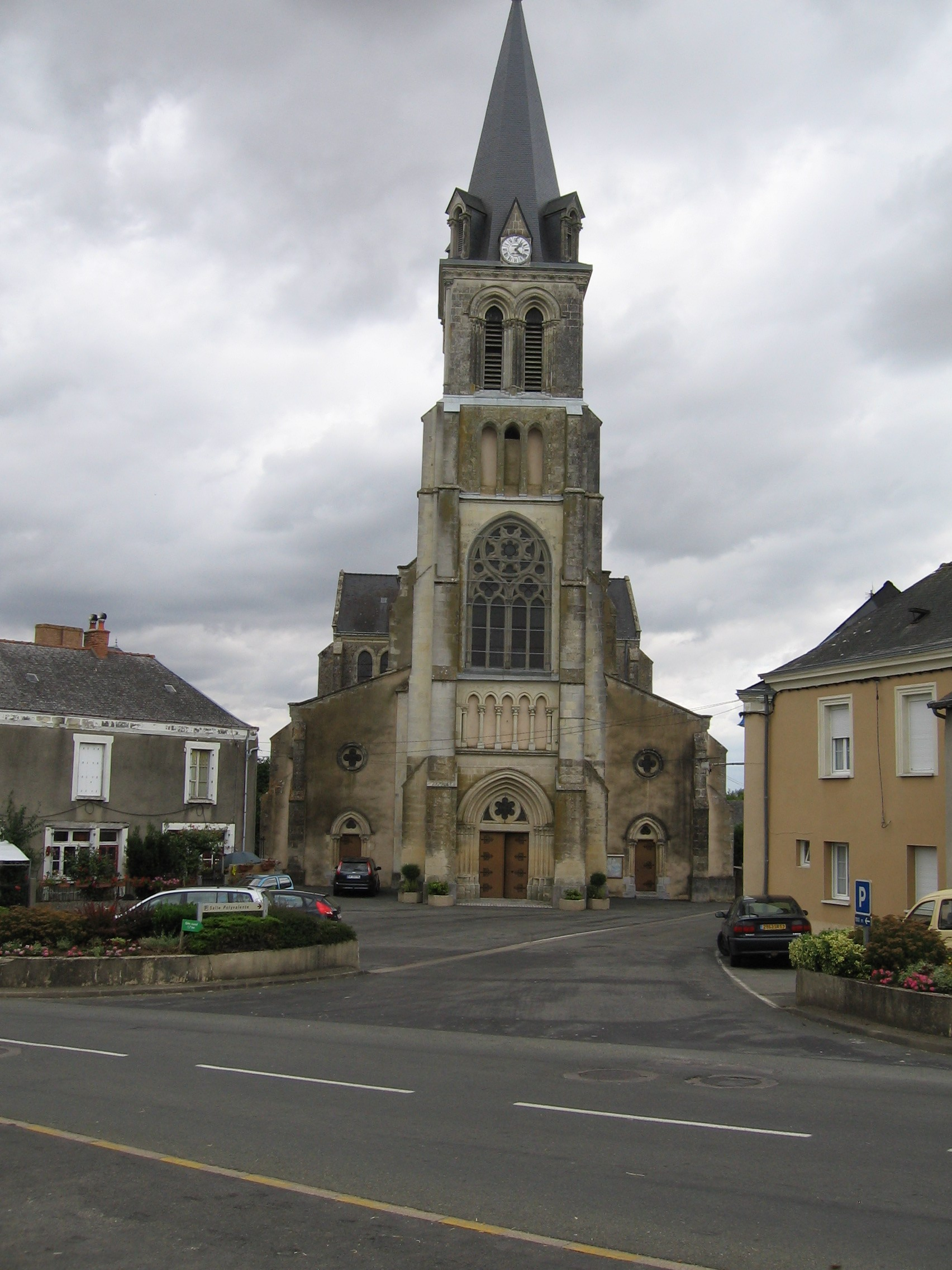
La chiesa di Grez-en-Bouère

## Società

### Evoluzione demografica
Abitanti censiti